# Excorallana houstoni
Excorallana houstoni är en kräftdjursart som beskrevs av Delaney 1984. Excorallana houstoni ingår i släktet Excorallana och familjen Corallanidae. Inga underarter finns listade i Catalogue of Life.